# Amaranthaceae
As amarantáceas (Amaranthaceae Jussieu) são uma família do reino das plantas pertencente às angiospermas e à ordem Caryophyllales Juss. ex Bercht. & J.Presl. Estão incluídas nas Eudicotiledônias, que possuem como principal característica o desenvolvimento de dois ou mais cotilédones. Possuí cerca de 180 gêneros, compostos por aproximadamente 2000 espécies distribuídas por todo o planeta, com predominância em regiões tropicais e subtropicais.

## Morfologia

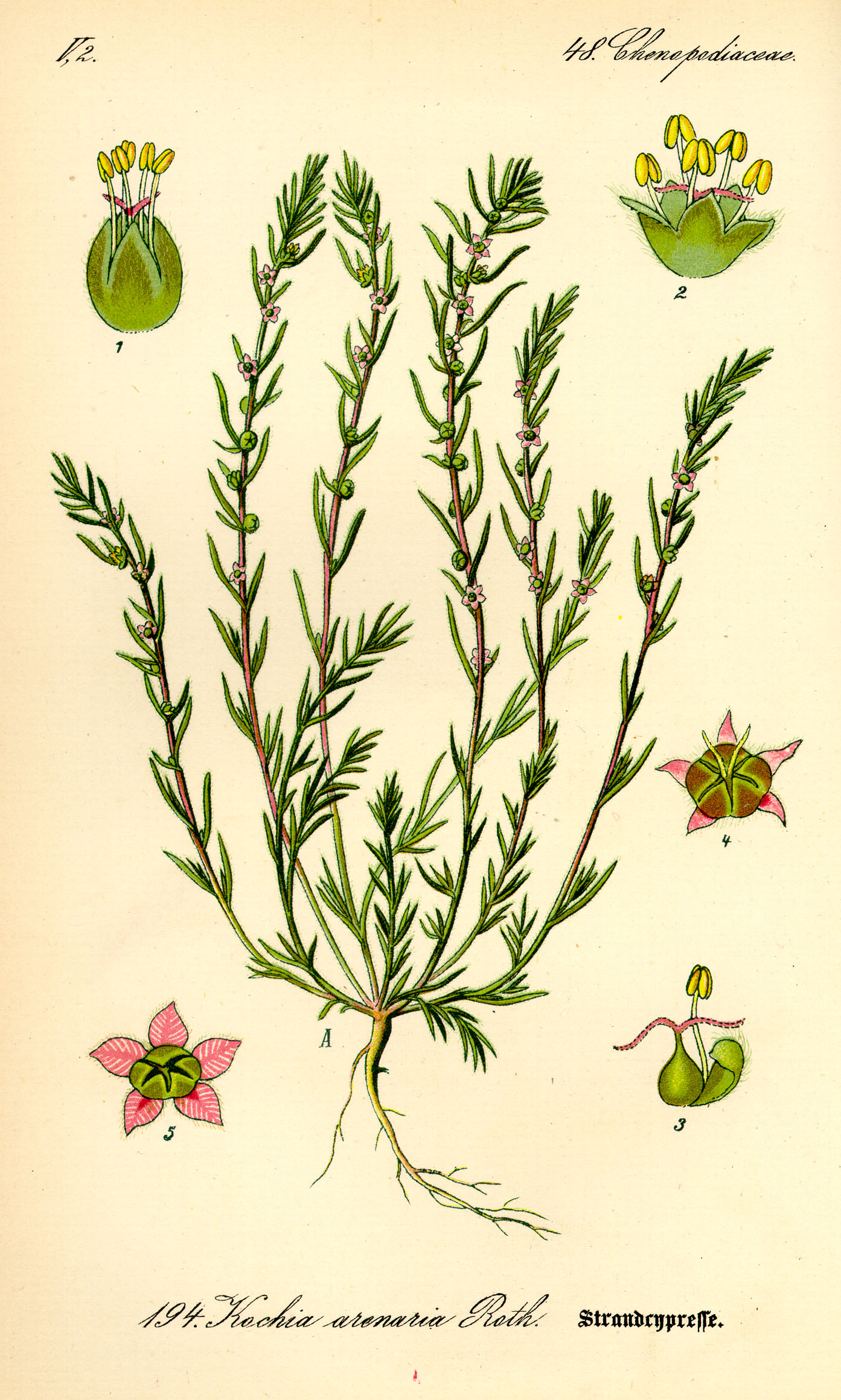
Bassia laniflora (ilustração), Camphorosmoideae

### Caracteres Vegetativos

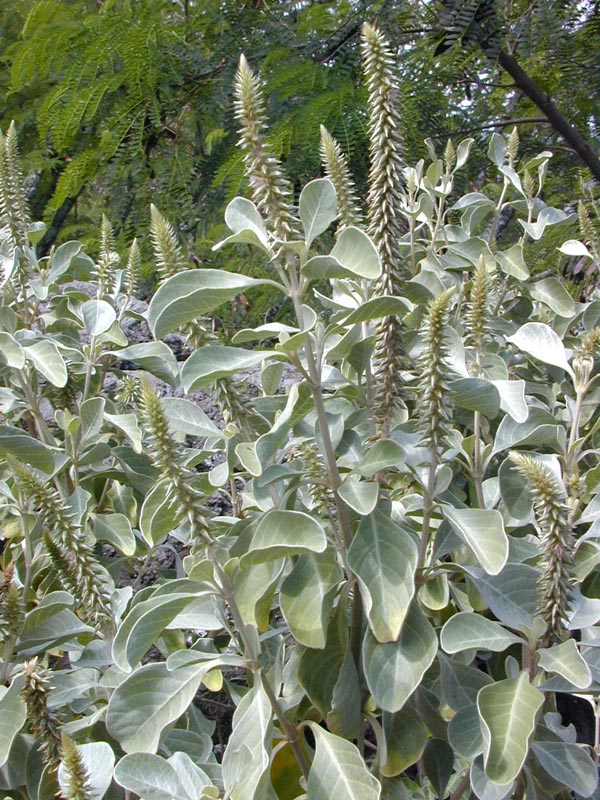
Achyranthes splendens, Amaranthoideae

As Amaranthaceae são plantas com ciclos anuais ou perenes, majoritariamente herbáceas, tendo poucos representantes com hábito arbustivo ou arborícola. Podem ter substrato tanto aquáticos quanto terrícola, com porções subterrâneas lenhosas ou suculentas. Suas folhas possuem pecíolos desprovidos de estípulas e a distribuição é espiralada ou oposta cruzada.

### Flores e Frutos

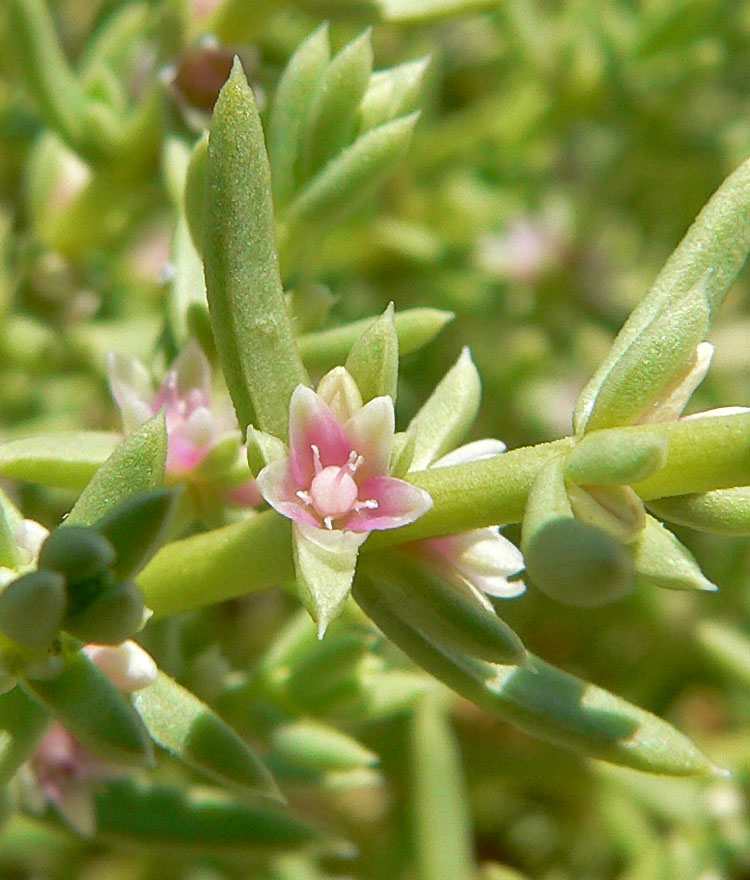
Nitrophila occidentalis, Polycnemoideae

Suas flores, assim como os frutos, são geralmente secos e hermafroditas (bisessuados), sendo somente alguns representantes unisexuados. Elas são, também, pequenas e possuem simetria radial, sendo dispostas em inflorescências capituliformes - espiga ou cacho. Possuem um único verticilo de estames e o órgão feminino possui somente um óvulo basal, ambas características divididas com a família Cenopodiaceae presente na mesma ordem.

### Pigmento
As Amaranthaceae são parte do único grupo do reino vegetal que apresenta pigmentos da classe Betalaína. A presença desse pigmento está dispersa em algumas famílias da ordem Caryophyllales

### Fotossíntese
Um dos motivos que pode explicar a abundância do grupo em regiões tropicais é a presença de muitos representantes com presença de fotossíntese do tipo C4. De acordo com análises dos primeiros anos do século XXI, existem 10 gêneros com fotossíntese C4 em Amaranthaceae, porém sabe-se que essa característica tem origem polifilética, de forma que não é utilizada na classificação desta família.

## Diversidade Taxonômica
Atualmente há 178 gêneros reconhecidos:
- Achyranthes
- Achyropsis
- Acnida
- Acroglochin
- Aerva
- Agathophora
- Agriophyllum
- Allenrolfea
- Allmania
- Allmaniopsis
- Alternanthera
- Amaranthus
- Anabasis
- Anthochlamys
- Aphanisma
- Archiatriplex
- Arthraerua
- Arthrocnemum
- Arthrophytum
- Atriplex
- Axyris
- Baolia
- Bassia
- Beta
- Bienertia
- Blutaparon
- Bosea
- Calicorema
- Camphorosma
- Celosia
- Centema
- Centemopsis
- Centrostachys
- Ceratocarpus
- Ceratoides
- Chamissoa
- Charpentiera
- Chenolea
- Chenopodium
- Chionothrix
- Choriptera
- Climacoptera
- Corispermum
- Cornulaca
- Cyathobasis
- Cyathula
- Cycloloma
- Cyphocarpa
- Dasysphaera
- Deeringia
- Dicraurus
- Didymanthus
- Digera
- Dissocarpus
- Dysphania
- Einadia
- Enchylaena
- Eremophea
- Eriostylos
- Exomis
- Fadenia
- Froelichia
- Froelichiella
- Gamanthus
- Girgensohnia
- Gomphrena
- Grayia
- Guilleminea
- Gyroptera
- Halanthium
- Halarchon
- Halimocnemis
- Halocharis
- Halocnemum
- Halogeton
- Halopeplis
- Halosarcia
- Halostachys
- Halothamnus
- Halotis
- Haloxylon
- Hammada
- Hebanthe
- Hemichroa
- Henonia
- Herbstia
- Hermbstaedtia
- Heterostachys
- Holmbergia
- Horaninovia
- Iljinia
- Irenella
- Iresine
- Isgarum
- Kalidium
- Kochia
- Krascheninnikovia
- Kyphocarpa
- Lagenantha
- Lagrezia
- Lecanocarpus
- Lecosia
- Leucosphaera
- Lithophila
- Maireana
- Malacocera
- Manochlamys
- Marcelliopsis
- Mechowia
- Microcnemum
- Microgynoecium
- Micromonolepis
- Monolepis
- Nanophyton
- Nelsia
- Neobassia
- Neocentema
- Neokochia
- Nitrophila
- Noaea
- Nothosaerva
- Nucularia
- Nyssanthes
- Ofaiston
- Oreobliton
- Osteocarpum
- Pachycornia
- Panderia
- Pandiaka
- Patellifolia
- Pedersenia
- Petrosimonia
- Pfaffia
- Philoxerus
- Physandra
- Pleuropetalum
- Pleuropterantha
- Polycnemum
- Pseudoplantago
- Pseudosericocoma
- Psilotrichopsis
- Psilotrichum
- Ptilotus
- Pupalia
- Quaternella
- Rhagodia
- Rosifax
- Roycea
- Salicornia
- Salsola
- Sarcocornia
- Scleroblitum
- Sclerochlamys
- Sclerolaena
- Sclerostegia
- Seidlitzia
- Sericocoma
- Sericocomopsis
- Sericorema
- Sericostachys
- Sevada
- Spinacia
- Stelligera
- Stilbanthus
- Stutzia
- Suaeda
- Suckleya
- Sympegma
- Tecticornia
- Telanthera
- Threlkeldia
- Tidestromia
- Traganopsis
- Traganum
- Trichuriella
- Volkensinia
- Xerosiphon
- Zuckia

## Relações Filogenéticas

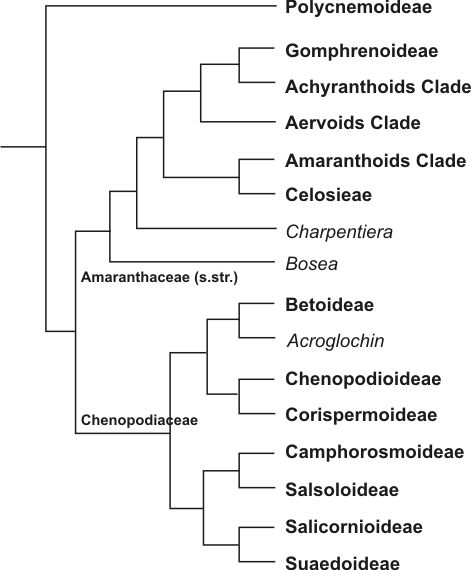
Cladograma simplificado e modificado do grupo Amaranthaceae, baseado na filogenia de Müller & Borsch 2005, Kadereit et al. 2006, Sanchez del-Pino et al. 2009

As Amaranthaceae estão na ordem Caryophyllales, dentro da divisão Magnoliophyta, as angiospermas. As Amaranthaceae são das linhagens mais diversas dentro de sua ordem, junto com as Cenopodiaceae. Como já colocado acima, ambas dividem características em comum,  como é o caso da semelhança dos órgãos reprodutores. Historicamente encontrou-se muita dificuldade em classificar as duas famílias. Durante muitos anos elas foram tratadas separadamente, mas sempre com o reconhecimento da dificuldade na diferenciação delas. Na década de 1990, Amaranthaceae e Cenopodiaceae passaram a ser tratados como um único grupo. Análises genéticas mais recentes corroboram com a ideia de que as famílias são diferentes, mas que são grupos irmãos, formando um clado Amaranthaceae/Cenopodiaceae.
A partir de análises genéticas confirmou-se também que Acanthocarpaceae Heimerl., uma pequena família neotropical, é grupo irmão de Amaranthaceae/Cenopodiaceae (fig. 2). O clado formado por eles é chamado de Centrospermae, que é grupo irmão de várias outras famílias dentro da ordem Caryophyllales, como as famílias Polygonaceae A. Juss., Plumbaginaceae Juss, Frankeniaceae Desv, Tamaricaceae Link, Ancistrocladaceae Planch ex. Walp, Dioncophyllaceae Airy Shaw, Droseraceae Salisb [Flora do Brasil Droseraceae], Nepenthaceae Dumort.

## Ocorrência no Brasil
As Amaranthaceae não estão na lista das Angiospermas mais abundantes no Brasil. Porém, essa família apresenta uma distribuição vasta no território do país. Já foram confirmadas ocorrências destas nas seguintes localidades:
- Norte (Acre, Amazonas, Amapá, Pará, Rondônia, Roraima, Tocantins);
- Nordeste (Alagoas, Bahia, Ceará, Maranhão, Paraíba, Pernambuco, Piauí, Rio Grande do Norte, Sergipe);
- Centro-Oeste (Distrito Federal, Goiás, Mato Grosso do Sul, Mato Grosso);
- Sudeste (Espírito Santo, Minas Gerais, Rio de Janeiro, São Paulo);
- Sul (Paraná, Rio Grande do Sul, Santa Catarina).

Os domínios fitogeográficos dessa família no Brasil estão presentes exclusivamente na América do Sul e são eles:
- Caatinga
- Amazônia
- Pampa
- Pantanal
- Mata Atlântica

## Distribuição
Os representantes de Amaranthaceae estão distribuídos por todo o mundo, com predominância nas zonas tropicais e subtropicais americanas e africanas, com grande ocorrência em ambientes em desequilíbrio, como áridos ou muito salinos. Somente alguns gêneros são encontrados em regiões temperadas, cujos representantes mais comuns são do gênero Amaranthus L.. Os maiores centros de diversidade estão nas Américas Central e do Sul, além do sul da África e da Austrália.

## Gêneros Brasileiros
No Brasil, são reconhecidas cerca de 160 espécies, sendo 74 endêmicas. As espécies são divididas em 27 gêneros, que são:
- Achyranthes L
- Alternanthera Forssk
- Amaranthus L
- Atriplex L
- Beta L
- Blutaparon Raf
- Celosia L
- Chamissoa Kunth
- Chenopodium L
- Cyathula Blume
- Dysphania R.Br
- Froelichia Moench
- Froelichiella R.E.Fr
- Gomphrena L
- Guilleminea H.B.K
- Hebanthe Mart
- Herbstia Shomer
- Iresine P.Browne
- Lecosia Pedersen
- Pedersenia Holub
- Pfaffia Mart
- Pseudoplantago Shomer
- Quaternella Pedersen
- Salicomia L
- Salsola L
- Spinacia L
- Xeroshiphon Turcz

## Importância na Cultura Brasileira
O grupo abrange diversas espécies de plantas que são utilizadas na alimentação e na medicina. Alguns exemplos de Amaranthaceae que são comumente utilizadas na alimentação no Brasil são: a beterraba (Beta vulgaris) e a acelga (Beta vulgaris cicla), o espinafre (Spinacia oleracea L., e a quinoa (Chenopodium quinoa).
Na área da saúde, algumas espécies são utilizadas dentro da medicina tradicional/popular, como é o caso da Alternanthera brasiliana (L.) Kuntze, que possui propriedades anti-inflamatórias, analgésicas e antivirais para herpes simples. Outra espécie, que foi amplamente estudada, é a Pfaffia glomeratta (Spreng) Pedersen. Segundo o conhecimento popular, ela possui propriedades afrodisíacas e anti-hiperglicemiante, sendo usada para controle de alguns casos de diabetes. Porém, pesquisas apontam que o composto β-ecdisona, encontrado no extrato, não possui atividade antidiabética.